# بخش نکهاتا بای
بخش نکهاتا بای (انگلیسی: Nkhata Bay District) یکی از بخش‌های کشور مالاوی است.
این بخش ۴٬۰۷۱ کیلومتر مربع مساحت و ۱۶۴٬۷۶۱ نفر جمعیت دارد و مرکز آن شهر نکهاتا بای می‌باشد.